# Hyophorbe
Hyophorbe ist eine Pflanzengattung innerhalb der Familie der Palmengewächse (Arecaceae). Die etwa fünf Arten kommen nur auf den Maskarenen vor.

## Beschreibung

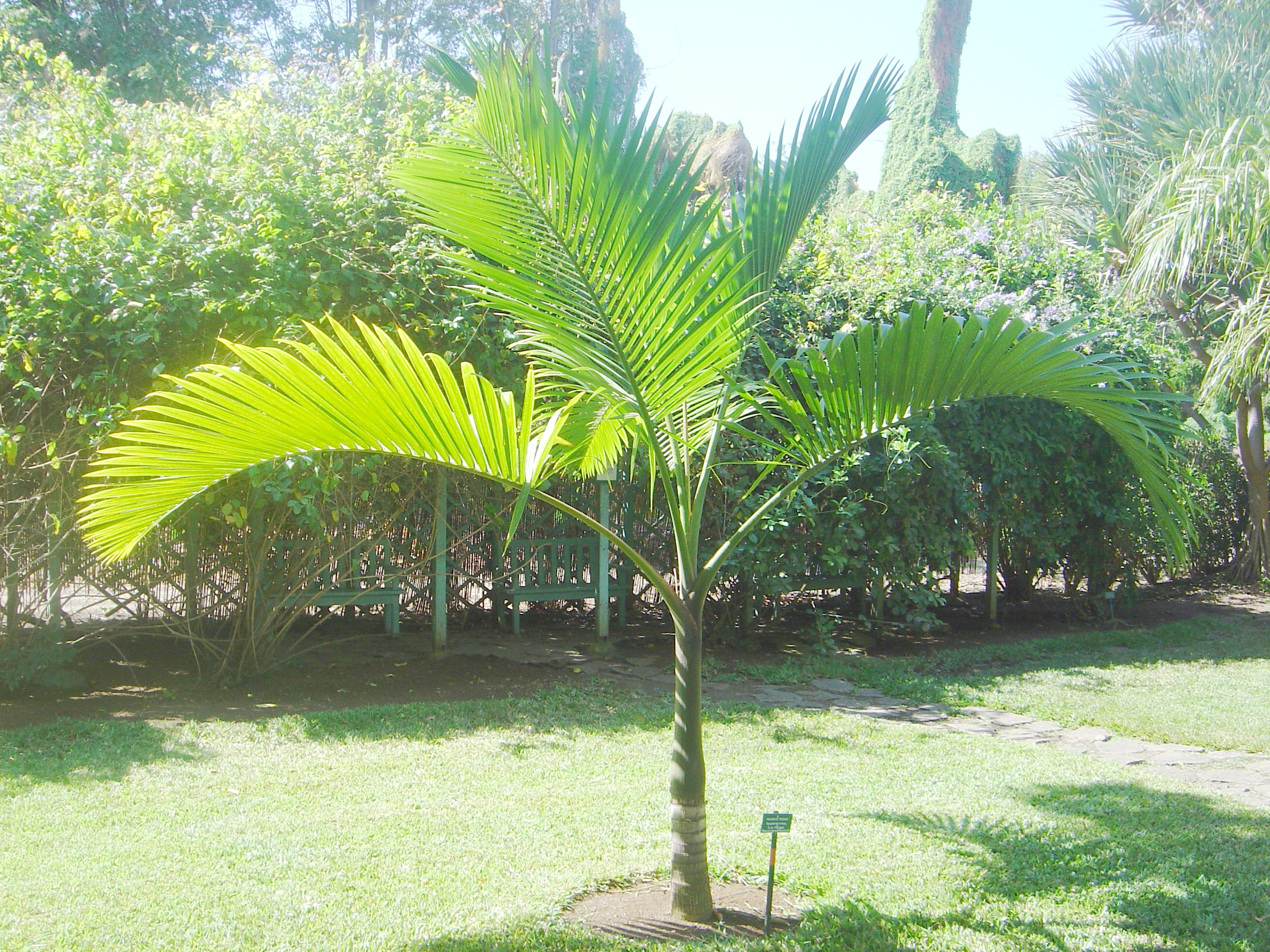
Hyophorbe indica

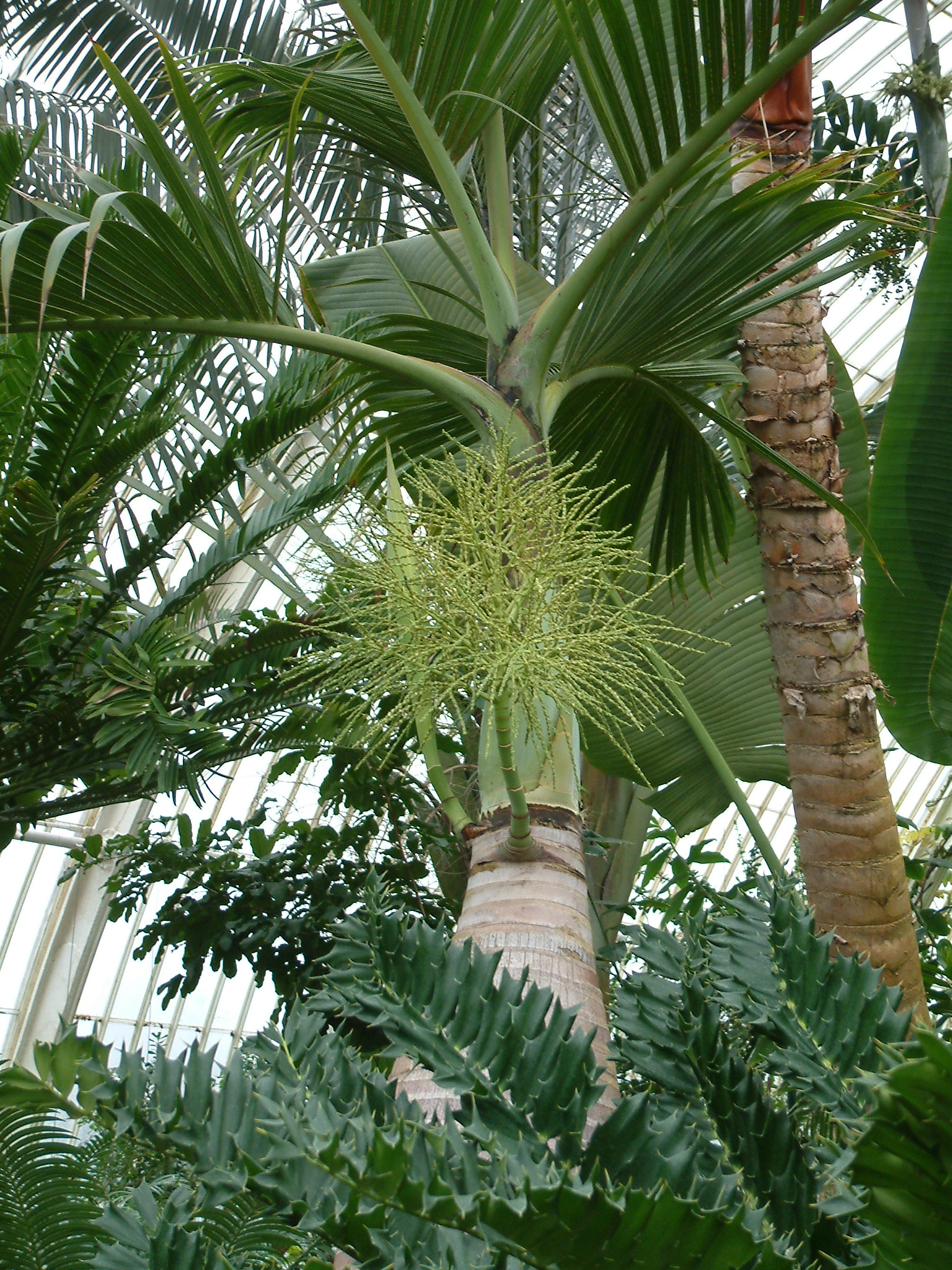
Flaschenpalme (Hyophorbe lagenicaulis) mit Blütenstand

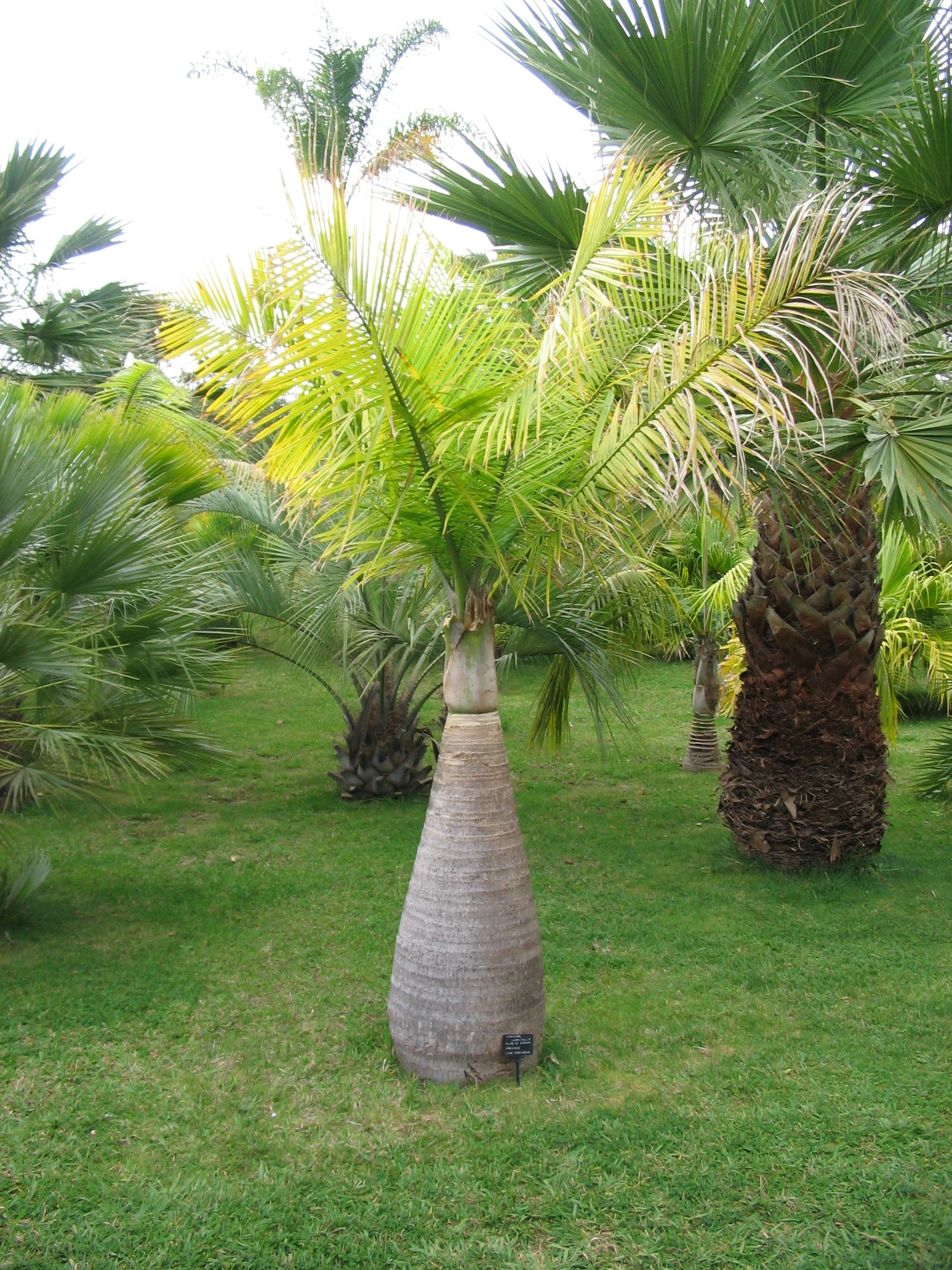
Flaschenpalme (Hyophorbe lagenicaulis)

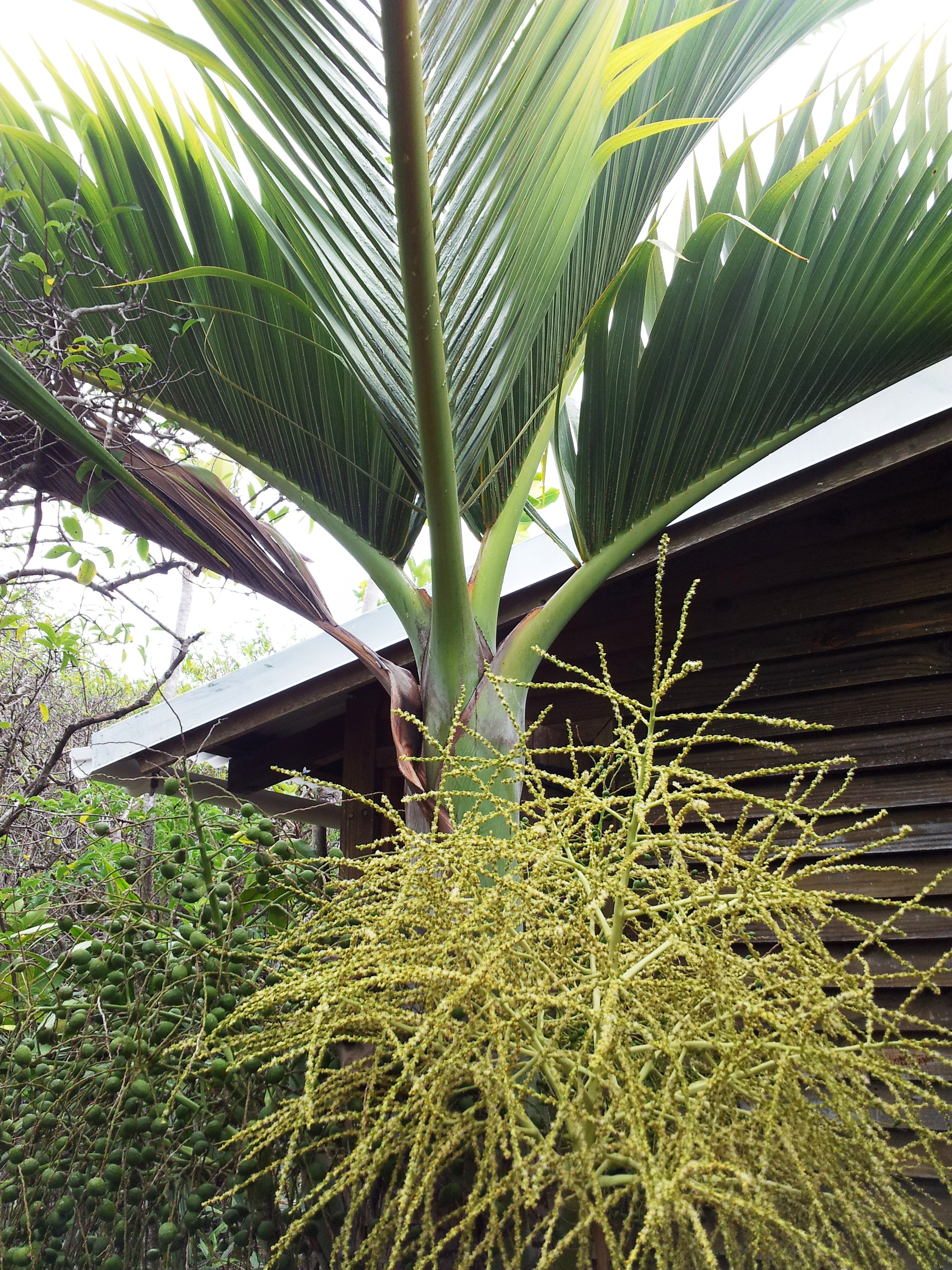
Hyophorbe vaughanii mit Blütenstand

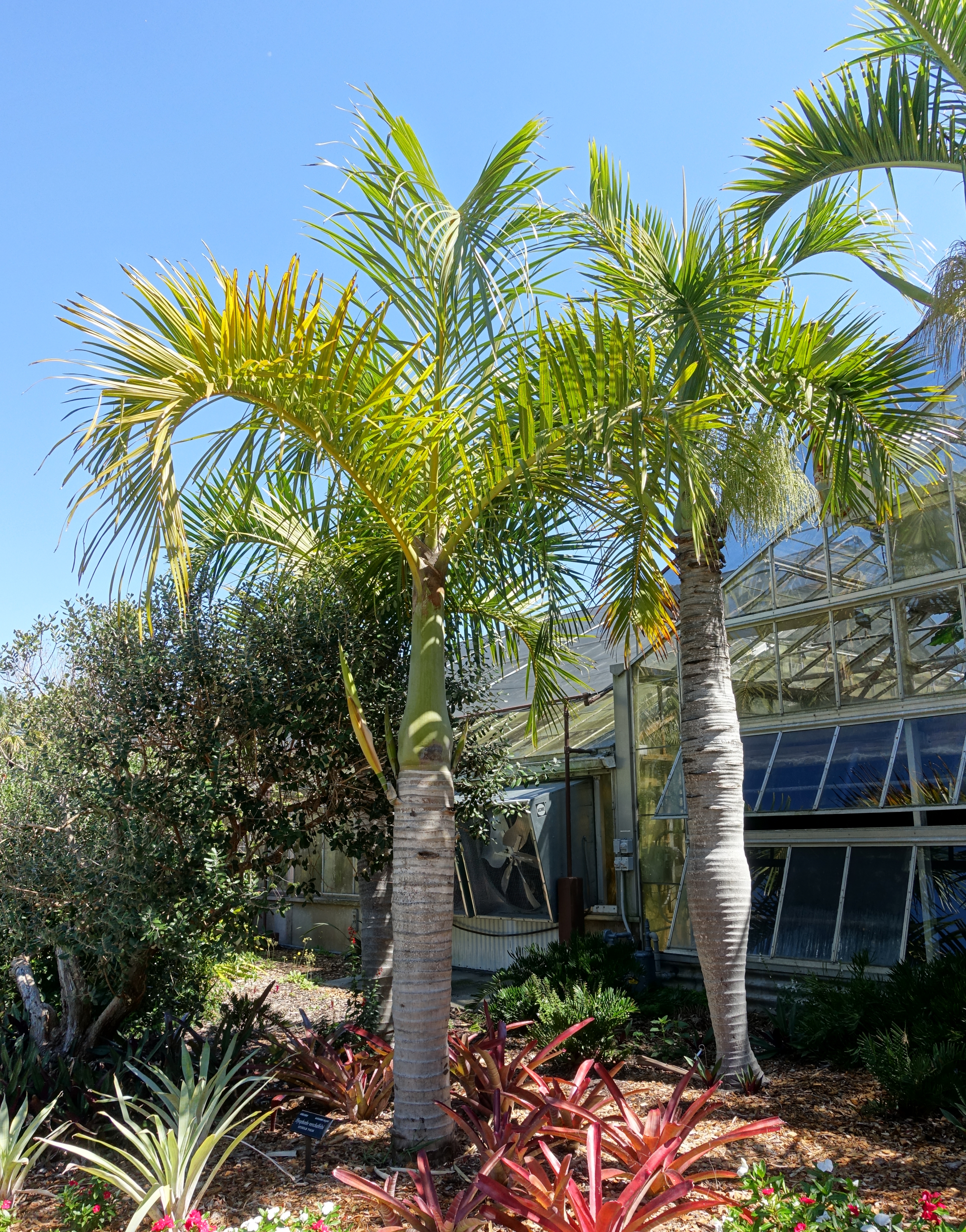
Spindelpalme (Hyophorbe verschaffeltii)

### Erscheinungsbild
Hyophorbe-Arten sind einzelstämmige, mittelgroße Palmen mit auffälligem Kronenschaft und gefiederten Blättern. Der Stamm ist bei einigen Arten deutlich geschwollen, bei anderen von einheitlichem Durchmesser. Am grauen Stamm sind ringförmigen Blattnarben erkennbar.

### Blätter
Die Blätter sind gefiedert. Abgestorbene Blätter fallen sauber ab. Die Blattscheiden bilden einen deutlichen Kronenschaft. Der Blattstiel ist kurz, kräftig und an der Oberseite gefurcht, an der Unterseite abgerundet. Die Rhachis ist an der Oberseite flach und an der Unterseite abgerundet. Die Fiederblättchen sind spitze bis zugespitzt, einfach gefaltet, steif und haben eine deutliche Mittelrippe mit bis zu zwei Nerven an jeder Seite. An der Unterseite trägt die Mittelrippe eine deutliche Behaarung (Ramenta).

### Blütenstände
Hyophorbe-Arten sind einhäusig getrenntgeschlechtig (monözisch) und mehrmals blühend.
Die Blütenstände stehen unterhalb der Blätter (infrafoliar) und einzeln. Sie sind drei- bis vierfach verzweigt. Im Knospenstadium sind sie hornförmig und aufrecht; sie werden später annähernd waagrecht. Die Blütenstände sind protandrisch. Das Vorblatt ist sehr kurz, röhrig, hinfällig und öffnet sich an der Spitze. Die Blütenstandsachse ist deutlich ausgeprägt und etwas länger als der Blütenstandsschaft. Am Blütenstandsschaft sitzen meist fünf (vier bis neun) hinfällige Hochblätter. Die Seitenzweige erster Ordnung stehen in spiraliger Anordnung, sind abstehend und im unteren Bereich frei von Verzweigungen. Die blütentragenden Achsen (Rachillae) sind schlank, lange und zunächst hängend, später abstehend. Die Tragblätter von Seitenachsen und Rachillae sind während der Anthese nicht mehr vorhanden.

### Blüten
Die Blüten sind zur Blüte orange, gelblich oder weiß, und manchmal duftend. Sie stehen in Wickeln aus einer basalen weiblichen und drei bis sieben distalen männlichen Blüten. Tragblätter der Wickel und Einzelblüten sind zur Blütezeit nicht vorhanden.
Die männlichen Blüten sind im Knospenstadium symmetrisch oder leicht asymmetrisch. Die drei Kelchblätter sind frei und imbricat, oder an der Basis verwachsen. Die drei Kronblätter sind valvat und an der Basis verwachsen. Die sechs Staubblätter haben Filamente, die an der Basis miteinander verwachsen sind und auch mit der Krone verbunden sind oder die über die Röhre hinausragen. Distal sind die Filamente frei und aufrecht. Die Staubbeutel sind dorsifix, wobei die Staubfäden an oder über der Mitte ansetzen. Basal sind die Staubbeutel zur Hälfte oder mehr ihrer Länge zweiteilig (bifid), am oberen Ende nur kurz bifid. Die Öffnung erfolgt latrors. Das Stempelrudiment ist konisch-eiförmig und kürzer als die Staubblätter. Manchmal ist es auch winzig und dreilappig. Der Pollen ist ellipsoidisch, asymmetrisch, dabei manchmal flach dreieckig. Die Keimöffnung ist ein distaler Sulcus, selten ein Trichotomosulcus. Die längste Achse misst 38 bis 58 Mikrometer.
Die weiblichen Blüten sind symmetrisch und eiförmig. Die drei Kelchblätter sind frei und imbricat, oder basal zu einem Becher verwachsen; die Kelchzipfel sind dann leicht imbricat. Die drei Kronblätter sind valvat oder leicht imbricat, und an der Basis verwachsen. Die Staminodien sind an der Basis verwachsen und bilden einen sechszipfeligen Becher. Manchmal tragen sie kleine, abortive Antheren. Der Fruchtknoten besitzt septale Nektarien. Der Fruchtknoten ist dreifächrig mit je einer Samenanlage. Die Samenanlagen setzen seitlich an, sind hemianatrop und besitzen bei Hyophorbe verschaffeltii einen Arillus. Es gibt drei zur Anthese zurückgebogene, mit winzigen Papillen versehene Narben.

### Früchte und Samen
Die bei Reife orangefarbenen bis schwarzen, roten oder braunen Früchte sind ellipsoid bis kugelig oder birnenförmig und enthalten meist einen Samen. Sie tragen basel Narbenreste, auch das Perianth verbleibt an der Frucht und ist dann verdickt. Das Exokarp ist glatt oder leicht rau oder mit winzigen Warzen besetzt. Das Mesokarp ist dünn, fleischig, mit zahlreichen rötlichen Tannin-hältigen Zellen durchsetzt sowie mit mehreren Lagen von flachen Fasern unterschiedlicher Breite. Das Endokarp ist dünn. Der Samen ist eiförmig bis ellipsoid oder kugelig. Das Hilum ist klein, sitzt basal. Die Nervatur besteht aus wenigen einfachen oder wenig verzweigten Strängen, die distal und lateral vom Hilum ausgehen. Das Endosperm ist homogen. Der Embryo sitzt lateral bis apikal.

### Chromosomensätze
Die Chromosomenzahl beträgt 2n = 32.

## Vorkommen
Die Gattung Hyophorbe ist auf den Maskarenen endemisch. Je eine Art kommt auf Rodrigues und Réunion vor, drei Arten auf Mauritius und Round Island.
Hyophorbe-Arten bedeckten einst die Berge und Täler der Maskarenen. Alle Hyophorbe-Arten sind in der Natur beinahe ausgestorben. Sie waren wahrscheinlich Palmen der Wälder bis in Höhenlagen von etwa 700 Metern oder vielleicht auch der Küstensavannen (Hyophorbe lagenicaulis). Letztere Art kommt nur noch mit wenigen Individuen auf exponierten Felsen auf Round Island vor. Die anderen Arten wachsen auf vulkanischen Böden oder auf vulkanischen und Kalksteinböden (Hyophorbe verschaffeltii). Von Hyophorbe amaricaulis gibt es nur noch ein Exemplar im Botanischen Garten von Curepipe auf Mauritius, von den anderen vier Arten gibt es nur noch relativ wenige Exemplare.

## Systematik
Die Gattung Hyophorbe wurde 1791 durch Joseph Gärtner in De Fructibus et Seminibus Plantarum, Band 2, Seite 186, Tafel 120 aufgestellt. Der Gattungsname Hyophorbe leitet sich von den altgriechischen Wörtern Hys, hyos für „Schwein“ und phorbe für „Futter“ ab, ein Hinweis auf eine frühere Verwendung der Früchte als Schweinefutter.
Die Gattung Hyophorbe Gaertn. gehört zur Tribus Chamaedoreeae in der Unterfamilie Arecoideae innerhalb der Familie Arecaceae. Die Verwandtschaftsbeziehungen von Hyophorbe innerhalb der Tribus sind 2008 nicht geklärt. Die Gattung Hyophorbe ist monophyletisch.
Es gibt etwa fünf Arten:
- Hyophorbe amaricaulis Mart.: Sie kommt auf Mauritius vor.[1]
- Hyophorbe indica Gaertn.: Dieser Endemit kommt nur auf Réunion vor.[1]
- Flaschenpalme (Hyophorbe lagenicaulis) (L.H.Bailey) H.E.Moore: Sie kommt auf Mauritius vor.[1]
- Hyophorbe vaughanii L.H.Bailey: Sie kommt auf Mauritius vor.[1]
- Spindelpalme (Hyophorbe verschaffeltii H.Wendl.): Dieser Endemit kommt nur auf der Insel Rodrigues vor.[1]

## Verwendung
Hyophorbe-Arten werden als Zierpflanzen genutzt und erzielen im Handel oft hohe Preise.